# Mërgim Berisha
Mërgim Berisha (Berchtesgaden, 11 mei 1998) is een Duits professioneel voetballer die bij voorkeur als aanvaller speelt. In 2023 debuteerde hij voor het Duitse nationale elftal. Hij bezit naast de Duitse ook de Kosovaarse nationaliteit.

## Clubcarrière

### Jeugd
Berisha werd op 11 mei 1998 geboren in het Beierse Berchtesgaden, vlak bij de grens met Oostenrijk. Van 2008 tot 2016 speelde hij bij de jeugd van Red Bull Salzburg. Vanaf 2014 kwam hij ook uit voor FC Liefering, de beloftenploeg van Salzburg. Daarvoor maakte hij op 7 november 2014 als invaller zijn debuut in een met 3-1 gewonnen wedstrijd tegen SV Mattersburg. Amper 50 seconden nadat hij het veld op kwam, wist hij ook te scoren. Met RB Salzburg nam hij in het seizoen 2016/17 deel aan de UEFA Youth League. De Oostenrijkers wisten dat toernooi ook te winnen. Met 7 doelpunten en 4 assists had Berisha een groot aandeel in dat succes.

### RB Salzburg
Op 26 december 2016 tekende Berisha zijn eerste professionele contract bij RB Salzburg. Zijn debuut in het eerste elftal maakte hij op 3 april 2017 in een met 0-5 gewonnen wedstrijd tegen SC Rheindorf Altach. Tussen 2017 en 2019 werd hij achtereenvolgens uitgeleend aan LASK, 1. FC Magdeburg en Rheindorf Altach. Pas in het seizoen 2020/21 groeide Berisha uit tot een vaste waarde bij Salzburg. In alle competities kwam hij dat seizoen tot 22 doelpunten in 42 wedstrijden. Op 1 mei 2021 scoorde hij het eerste doelpunt in de finale van de Beker van Oostenrijk. Salzburg zou die wedstrijd met 3-0 winnen van LASK en zo een derde beker op een rij vieren.

### Fenerbahçe SK
Zijn goede prestaties met Salzburg werden in de zomer van 2021 beloond met een transfer naar de Turkse topclub Fenerbahçe. In zijn eerste jaar in Turkije kwam hij tot 7 doelpunten in 31 wedstrijden. Op 4 november 2021 scoorde hij een spectaculaire volley tegen Royal Antwerp in de Europa League. Het doelpunt werd door de fans verkozen tot doelpunt van het toernooi. In het seizoen 2022/23 werd Berisha door Fenerbahçe met een aankoopoptie uitgeleend aan FC Augsburg. Daar maakte de aanvaller indruk en versierde hij een eerste selectie voor de nationale ploeg.

## Clubstatistieken
| Seizoen | Club              | Competitie   | Competitie | Competitie | Competitie | Beker | Beker | Beker | Internationaal | Internationaal | Internationaal | Totaal | Totaal | Totaal |
| Seizoen | Club              | Competitie   | Wed.       | Dlp.       | Ass.       | Wed.  | Dlp.  | Ass.  | Wed.           | Dlp.           | Ass.           | Wed.   | Dlp.   | Ass.   |
| ------- | ----------------- | ------------ | ---------- | ---------- | ---------- | ----- | ----- | ----- | -------------- | -------------- | -------------- | ------ | ------ | ------ |
| 2014/15 | FC Liefering      | 2. Liga      | 3          | 1          | 0          | —     | —     | —     | —              | —              | —              | 3      | 1      | 0      |
| 2015/16 | FC Liefering      | 2. Liga      | 8          | 2          | 0          | —     | —     | —     | —              | —              | —              | 8      | 2      | 0      |
| 2016/17 | FC Liefering      | 2. Liga      | 30         | 14         | 2          | —     | —     | —     | —              | —              | —              | 30     | 14     | 2      |
| 2016/17 | RB Salzburg       | Bundesliga   | 1          | 0          | 0          | 1     | 0     | 0     | —              | —              | —              | 2      | 0      | 0      |
| 2017/18 | RB Salzburg       | Bundesliga   | 0          | 0          | 0          | 1     | 0     | 1     | —              | —              | —              | 1      | 0      | 1      |
| 2017/18 | → LASK            | Bundesliga   | 18         | 5          | 5          | 2     | 1     | 0     | —              | —              | —              | 20     | 6      | 5      |
| 2018/19 | → 1. FC Magdeburg | 2.Bundesliga | 4          | 0          | 0          | 1     | 0     | 0     | —              | —              | —              | 5      | 0      | 0      |
| 2018/19 | → SCR Altach      | Bundesliga   | 14         | 7          | 4          | 0     | 0     | 0     | —              | —              | —              | 14     | 7      | 4      |
| 2019/20 | → SCR Altach      | Bundesliga   | 17         | 7          | 5          | 3     | 2     | 1     | —              | —              | —              | 20     | 9      | 6      |
| 2019/20 | RB Salzburg       | Bundesliga   | 8          | 1          | 0          | 1     | 0     | 0     | 1              | 0              | 0              | 10     | 1      | 0      |
| 2020/21 | RB Salzburg       | Bundesliga   | 28         | 14         | 10         | 4     | 3     | 2     | 10             | 5              | 2              | 42     | 22     | 14     |
| 2021/22 | RB Salzburg       | Bundesliga   | 2          | 1          | 0          | 0     | 0     | 0     | 1              | 0              | 0              | 3      | 1      | 0      |
| 2021/22 | Fenerbahçe        | Süper Lig    | 22         | 4          | 2          | 1     | 0     | 0     | 8              | 3              | 1              | 31     | 7      | 3      |
| 2022/23 | Fenerbahçe        | Süper Lig    | 1          | 1          | 0          | 0     | 0     | 0     | 0              | 0              | 0              | 1      | 1      | 0      |
| 2022/23 | → Augsburg        | Bundesliga   | 23         | 9          | 4          | 0     | 0     | 0     | —              | —              | —              | 23     | 9      | 4      |
| 2023/24 | Hoffenheim        | Bundesliga   | 8          | 0          | 0          | 2     | 0     | 0     | —              | —              | —              | 10     | 0      | 0      |
| TOTAAL  | TOTAAL            | TOTAAL       | 187        | 66         | 32         | 16    | 6     | 4     | 20             | 8              | 3              | 223    | 80     | 39     |

Laatst bijgewerkt op 8 januari 2024.

## Interlandcarrière
Tussen 2019 en 2021 kwam Berisha uit voor het Duitse elftal onder 21. Na zijn goede prestaties bij FC Augsburg werd de aanvaller in maart 2023 door bondscoach Hans-Dieter Flick opgeroepen voor de vriendschappelijke wedstrijden tegen Peru en België. Op 25 maart maakte hij zijn debuut in de wedstrijd tegen Peru, die met 2-0 gewonnen werd. Hij mocht invallen voor Niclas Füllkrug, die beide treffers voor zijn rekening had genomen.